# اکستریم اسپورتس
اکستریم اسپورتس (انگلیسی: Extreme Sports) شرکت رسانه‌ای لهستانی است، که در سال ۱۹۹۹ تأسیس شد.